# موريرينسي
نادي موريرينسي لكرة القدم (بالبرتغالية: Moreirense Futebol Clube) نادي كرة قدم برتغالي يلعب في الدوري البرتغالي الممتاز. تم تأسيس النادي عام 1938.

## روابط خارجية
- موريرنسي
- Moreirense FC